# طوبولوجيا إقليدسية
في الرياضيات، وبالأخص في الطوبولوجيا العامة، تُعتبر الطوبولوجيا الإقليدسية مثالاً للطوبولوجيا المعطاة لمجموعة الأعداد الحقيقية، التي يرمز لها بالرمز R. ولإعطاء مجموعة الأعداد الحقيقية R طوبولوجيا يعني أي المجموعات الفرعية للمجموعة R "مفتوحة"، ولفعل ذلك بطريقة تحقق المسلمات التالية:
1. اتحاد المجموعات المفتوحة يكون مجموعة مفتوحة.
2. التقاطع المتناهي للمجموعات المفتوحة يكون مجموعة مفتوحة.
3. المجموعة R والمجموعة الخالية ∅ هما مجموعتان مفتوحتان.

## البنية
لابد أن تكون المجموعة R والمجموعة الخالية ∅ مجموعتين مفتوحتين، لذلك فإننا نحدد المجموعتين R و∅ على أنهما مجموعتان مفتوحتان في هذه الطوبولجيا. وفي حالة وجود اثنين من الأعداد الحقيقية، لنفترض وجود x وy، مع كون x < y فإننا نحدد عائلة لانهائية العدد للمجموعات المفتوحة والتي يُرمز إليها بالرمز Sx,y كما يلي:
{\displaystyle S_{x,y}=\{r\in \mathbf {R} :x<r<y\}.}
ومع المجموعة R والمجموعة الخالية ∅، تستخدم المجموعات Sx,y مع استخدام x < y كأساس للطوبولوجيا الإقليدسية. وبعبارة أخرى، فإن المجموعات المفتوحة للطوبولوجيا الإقليدسية تُعطى من المجموعة R، والمجموعة الخالية ∅، والاتحادات والتقاطعات المتناهي للمجموعات Sx,y المتنوعة لأزواج (x,y) المختلفة.

## الخصائص
- الخط الحقيقي، لهذه الطوبولوجيا، هو T5 space. وفي حالة المجموعتين الجزئيتين، نفترض أن A وB للمجموعة R مع كون A ∩ B = A ∩ B = ∅، حيث A يرمز لغالق A إلخ، وبذلك توجد المجموعات المفتوحة SA وSB مع كون A ⊆ SA وB ⊆ SB بحيث SA ∩ SB = ∅.[1]